# Oxford (condado de Oxford)
Oxford es un lugar designado por el censo ubicado en el condado de Oxford en el estado estadounidense de Maine. En el Censo de 2010 tenía una población de 1.263 habitantes y una densidad poblacional de 54,52 personas por km².

## Geografía
Oxford se encuentra ubicado en las coordenadas 44°8′42″N 70°31′26″O / 44.14500, -70.52389. Según la Oficina del Censo de los Estados Unidos, Oxford tiene una superficie total de 23.17 km², de la cual 21.47 km² corresponden a tierra firme y (7.34%) 1.7 km² es agua.

## Demografía
Según el censo de 2010, había 1.263 personas residiendo en Oxford. La densidad de población era de 54,52 hab./km². De los 1.263 habitantes, Oxford estaba compuesto por el 96.91% blancos, el 0.4% eran afroamericanos, el 0.55% eran amerindios, el 0% eran asiáticos, el 0% eran isleños del Pacífico, el 0.08% eran de otras razas y el 2.06% pertenecían a dos o más razas. Del total de la población el 1.66% eran hispanos o latinos de cualquier raza.